# Sarasvati

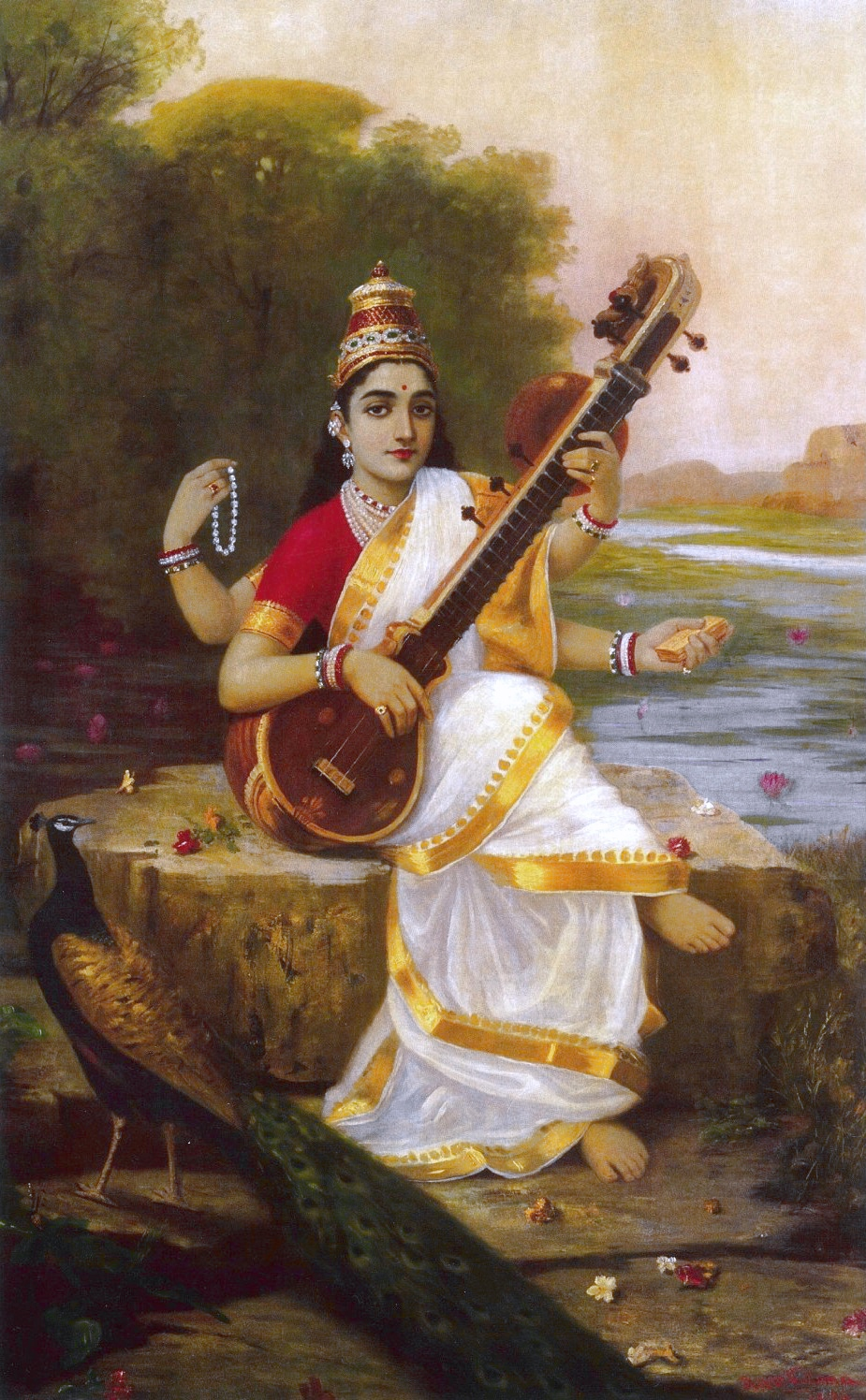
Sarasvati

Sarasvati (sânscrito: सरस्वती, sarasvatī) é a deusa hindu da sabedoria, das artes e da música e a shákti, que significa ao mesmo tempo poder e esposa, de Brahmā, o criador do mundo.
É a protetora dos artesãos, pintores, músicos, atores, escritores e artistas em geral. Ela também protege aqueles que buscam conhecimento, os estudantes, os professores, e tudo relacionado à eloquência, sendo representada como uma mulher muito bela, de pele branca como o leite, e tocando sitar (um instrumento musical). Seus símbolos são um cisne e um lótus branco.
A esta deusa era consagrado o chamado dia de Savitu-Vrta, normalmente comemorado no dia 16 de maio.
Sarasvati também é o nome de um rio extinto da Índia, do vale do rio Indo, onde se desenvolveu a civilização Sarasvati-Sindhu, por volta de 3000 a.C.. Por causa de mudanças geológicas, esse rio secou em torno de 2000 a.C.. O rio foi redescoberto por satélite no fim do século XX. A redescoberta desse rio levou a uma reinterpretação do desaparecimento da civilização que existia nessa região. Anteriormente, supunha-se que ela havia sido destruída por causa de uma suposta invasão dos arianos; atualmente, acredita-se que a mudança climática local, que transformou a região em um deserto, foi a causa do declínio dessa civilização.
A respeito do extinto rio, e também da deusa homônima, o Ṛg Veda dedica os sūktas (hinos) 6,61, 7,95 e 7,96.

## Outros nomes
- Vag Vadini (deusa da eloquência)
- Vac (deusa da voz e da fala)
- Brami (deusa esposa de Brahma)
- Maha Vidya (deusa do conhecimento supremo)
- Sarada (doadora da essência primal)
- Vagish Vari (origem da linguagem)
- Maha Sarasvati (origem primal)